# Tengu

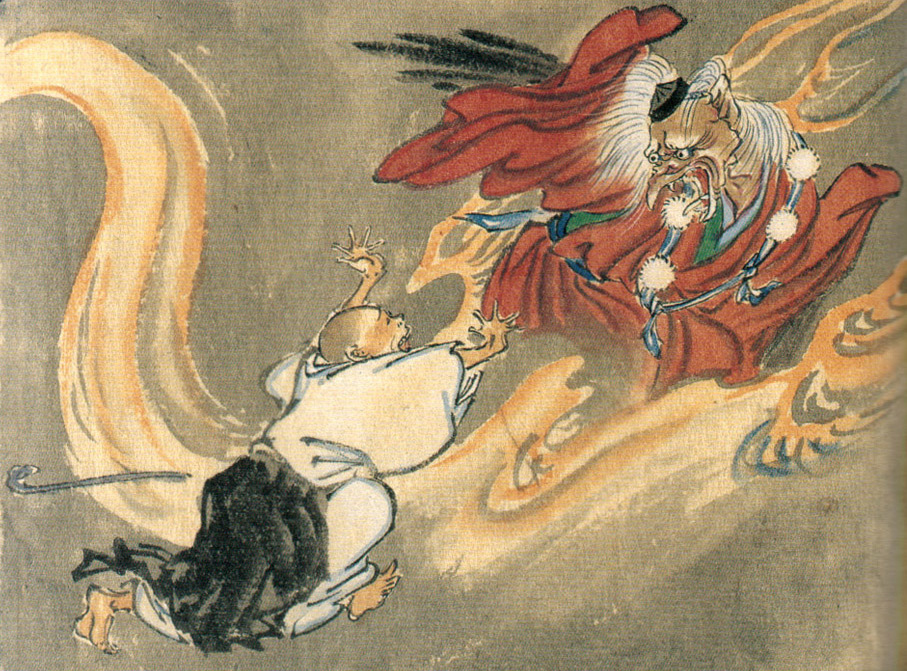
Kyosai Tengu

El tengu (天狗?   «perro celestial») es un tipo de criatura perteneciente al folclore religioso japonés. Es considerado un tipo de dios sintoísta (kami) o yōkai (criatura sobrenatural). A pesar de que recibe su nombre por un demonio canino chino (el tiangou), la forma original de los tengu era la de un ave de rapiña, y eran representados con características humanas y aviares. En las representaciones más antiguas, los tengu tenían pico, cosa que posteriormente se transformó en una nariz extremadamente larga, que hoy en día es el rasgo representativo de los tengu en el imaginario popular.
El budismo representaba a los tengu como demonios perturbadores y heraldos de la guerra. Su imagen gradualmente se fue suavizando para convertirse en uno de los espíritus protectores, aunque también peligrosos, y de las montañas y los bosques. Los tengu han sido asociados con la práctica ascética conocida como shugendō, y normalmente son representados con sus vestimentas representativas de sus seguidores, los yamabushi.

## Descripción

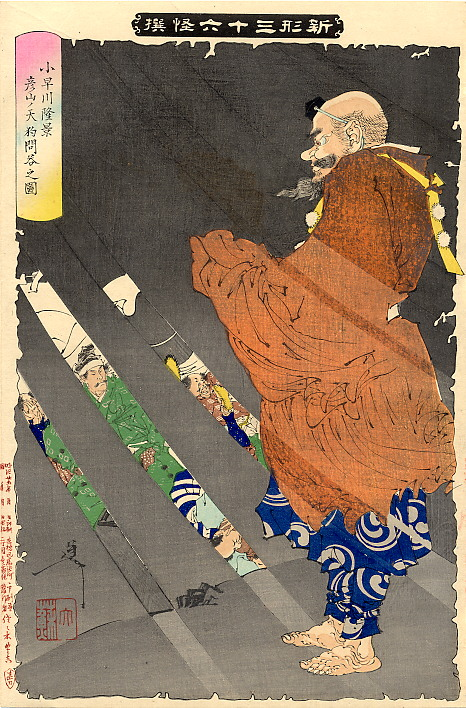
Kobayakawa Takakage debatiendo con el tengu Monte Hiko, por Tsukioka Yoshitoshi. La nariz del tengu es justo lo suficientemente larga para diferenciarla de un yamabushi ordinario.

Los tengu aparecen en el arte en diferentes formas, pero normalmente tienen formas de enormes pájaros monstruo que han sido humanizados, normalmente con caras rojas, además de una nariz inusualmente larga. Las descripciones antiguas de los tengu los representan como figuras estafadoras que pueden tomar formas humanas, solo que con picos de ave o alas. La nariz los tengu al parecer fue tomada en el siglo XIV, así como la humanización de su forma de ave. Estas narices tan representativas normalmente son asociadas con la deidad Sintoísta Sarutahiko, que es descrita en el texto histórico Japonés, el NihonShoki, con una probóscide (trompa de un elefante u órgano similar) de 38,1 cm de longitud. En los festivales de los pueblos, estas figuras eran actuadas por personajes con máscaras rojas con largas narices representativas.
Algunas de las apariciones más antiguas de los tengu se remontan a los pergaminos pictográficos japoneses como Tenguzōshi Emaki (天狗草子絵巻), que fue pintado en el año 1296, haciendo burla a los sacerdotes de jerarquía más alta al representarlos con picos de halcones similares a los demonios tengu. Los tengu también solían representarse al tomar la forma de un sacerdote. Comenzando el siglo XIII, el término tengu se comenzó a relacionar directamente con los yamabushi, los ascéticos de las montañas que practicaban el Shugendō. La asociación de esto pronto llegó al arte japonés, en donde los tengu son la vestimenta representativa de los yamabushi, y esta incluye una pequeña gorra negra (頭襟 tokin) y una faja especial (結袈裟 yuigesa). Dada su posición de monjes ascéticos, normalmente se muestran portando un Shakujo, un báculo representativo de los monjes budistas.
Es común que las representaciones de los tengu portaban un ha-uchiwa (羽団扇 "abanico de plumas"), que eran abanicos fabricados con plumas. En las historias folclóricas, estos abanicos a veces tenían la habilidad de aumentar o reducir el tamaño de la nariz de una persona, pero normalmente poseían la habilidad de crear fuertes ráfagas de viento. Algunos otros accesorios de naturaleza mágica o extraña eran asociados a los tengu, como unas sandalias de un solo diente de gran altura del tipo geta, normalmente llamadas tengu-geta.

## Orígenes

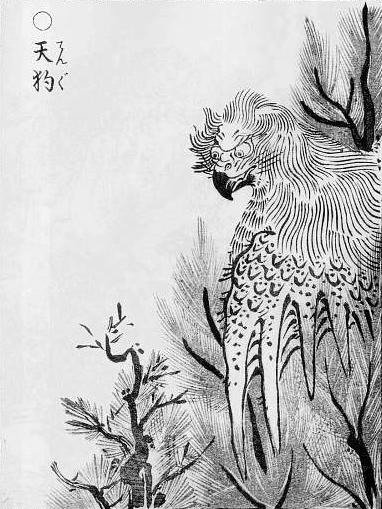
Un tengu como un monstruo volador, de Toriyama Sekien Gazu Hyakki Yakō

El término tengu y el carácter pictográfico utilizado para escribir esta palabra fue tomada del nombre de un feroz demonio del folclore chino llamado tiāngoǔ. La literatura tradicional china asigna una serie de diferentes descripciones, pero la más utilizada es un demonio que practicaba la antropofagia y tenía una forma de canino que se asemejaba a una estrella fugaz o un cometa. Hacia un sonido como un trueno y traía consigo la guerra. Un registro de Shù Yì Jì (述異記, "Una colección de historias raras"), escrita en 1791, describe un tiāngoǔ de apariencia canina con grandes fauces y postura erguida, pero normalmente los tiāngoǔ del folclore japonés tenían más semejanza con un oso.
El capítulo 23 del Nihon Shoki, escrito en el año 720, normalmente es reconocido como el primer texto en mencionar a los tengu en Japón. En este registro una gran estrella fugaz aparece en el cielo y es identificada por un monje budista como un "perro celestial", en semejanza con el tiāngoǔ chino, este era un presagio de guerra. A pesar de esto, los símbolos chinos para tengu, acompañados por los caracteres fonéticos furigana le dan la pronunciación de amatsukitsune (zorro celestial). M.W. de Visser especuló que los primeros tengu japoneses representaban la conglomeración de dos espíritus chinos, el tiāngoǔ y los espíritus de zorro llamados huli jing.
La transformación de la morfología del tengu de un perro/meteoro a un hombre/ave no es clara. Algunos estudiosos japoneses han apoyado la teoría de que la imagen de los tengu provienen de la deidad hindú con forma de águila llamada Garuda, que el budismo pluralizo en sus escrituras como una de las mayores razas no humanas. Como los tengu, los garuda normalmente son representados como humanos con alas y el pico de un ave. El nombre tengu también parece sustituir al término garyda en un sutra llamado Emmyō Jizō-kyō (延命地蔵経), pero esto fue escrito probablemente el periodo Edo, mucho después de que la imagen de los tengu estuviera establecida. Al menos uno de los primeros textos en el Konjaku Monogatarishu describe a un tengu que se llevaba a un dragón, que es un recordatorio de la enemistad de garuda con las serpientes nāga. En otros aspectos, el comportamiento original de los tengu diferería del de los garuda, que era normalmente amigable con respecto al budismo. De Visser ha especulado que los tengu pudieron ser descendientes de un antiguo demonio-ave sintoísta que fue una mezcla del garuda y el tiāngoǔ cuando el budismo llegó a Japón. Esta teoría esta falta de evidencia.
Una versión más reciente del Kujiki, un antiguo libro histórico japonés escribe el nombre de Amanozako, una deidad femenina monstruosa nacida de la parte feroz del dios Susanoo, con los caracteres de significado «deidad tengu» (天狗神). Los libros describen a Amanozako como una criatura furiosa capaz de volar, con el cuerpo de un humano, la cabeza de una bestia, una larga nariz, grandes orejas y enormes dientes capaces de masticar espadas. Un libro del siglo XVIII llamado Tengu Meigikō (天狗名義考?) sugiere que esta diosa podría ser el verdadero predecesor de los tengu, pero la autenticidad y fecha de ese Kujiki en particular están en pugna.

## Espíritus malignos y fantasmas furiosos

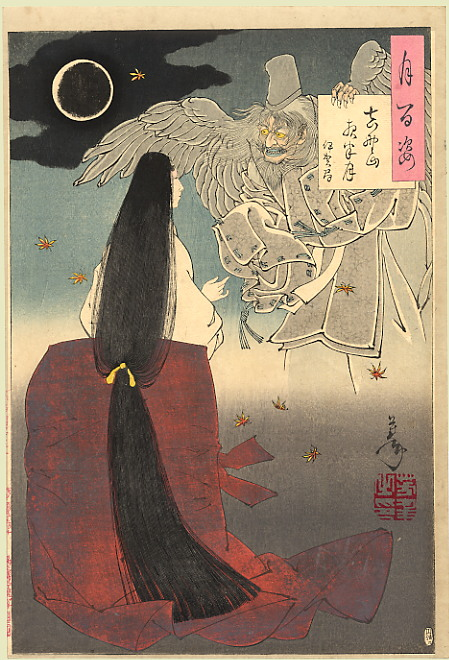
Iga no Tsubone se enfrenta al atormentado espíritu de Sasaki no Kiyotaka, por Yoshitoshi. El fantasma de Sasaki aparece con garras y las alas de un tengu.

Los Konjaku Monogatari, una colección de historias publicadas a finales del periodo Heian, contenían algunas de las primeras historias relacionadas con los tengu, con las características que los definirían en los siglos siguientes. Estos tengu eran grandes oponentes del budismo, ya que engañaban a la gente a creer en falsas representaciones de Buda, para después abandonar a monjes en lugares remotos, seducir a mujeres y hacerlas creer que eran hombres divinos, robar templos y promover la creencia de poderes malignos. Usualmente se disfrazaban como monjes, pero su verdadero propósito siempre fue el de engañar.
A lo largo de los siglos XII y XIII, registros explican como los tengu seguían causando problemas en el mundo. Ahora se les conoce como los fantasmas de la ira, vanidosos, o monjes heréticos que han caído en el "reino de los tengu" (天狗道, tengudō). Estos comenzaron a poseer personas, en especial mujeres y niñas, y hablaban a través de sus bocas (kitsunetsuki). También siendo enemigos del budismo, algunos demonios movieron su atención a la familia real. El Kojidan cuenta de una emperatriz que fue poseída, y el Ōkagami relata que el emperador Sanjō se quedó ciego por culpa de un tengu, el espíritu de un monje que ofendió al trono.
Un tengu que fue muy famoso del siglo XII era el fantasma de un emperador. El Hōgen Monogatari relata la historia del emperador Sotuko, quien fue forzado por su padre para abdicar al trono. Tiempo después, cuando comenzó la rebelión de Hōgen para quitarle el país al Emperador Go-Shirikawa, al cual vencieron y exiliaron a la provincia de Sanuki, en Shikoku. De acuerdo a la leyenda, murió atormentado y juró rondar Japón como un gran demonio, y cuenta la leyenda que se convirtió en un tengu con largas uñas y ojos como los de un cometa.
En las historias del siglo XIII, algunos tengu comenzaron a secuestrar niños pequeños y monjes que siempre habían sido sus objetivos. Los niños normalmente eran devueltos, y los monjes eran encontrados atados en lugares altos como cimas de los árboles, sin embargo, siempre estaban en estados cercanos a la muerte o locura, ya que eran engañados para comer estiércol animal.
Los tengu en este periodo siempre fueron vistos como fantasmas arrogantes, como resultado, siempre eran asociados a vanidad y orgullo. Hoy en día, la expresión japonesa tengu in naru, que literalmente significa "convertirse en tengu" es usada para describir a una persona engreída.

## Demonios mayores y menores
En el Genpei Jōsuiki, escrito a finales del periodo Kamakura, un dios se aparece a Go-Shirakawa y le da información detallada de los espíritus tengu. El dice que las personas caen en el camino tengu ya que, como budistas, no pueden ir al infierno por ser personas de mal, ni al cielo. Este dios describe la apariencia de los diferentes tipos de tengu: aquellos que son espíritus de sacerdotes, monjas, gente ordinaria, son originados porque en vida fueron personas excesivamente orgullosas. El dios introduce la noción de que no todos los tengus son iguales; los hombres reconocidos se convierten en daitengu (大天狗, Tengu mayores"?) y los ignorantes se convierten en kotengu (小天狗, Tengu menores?).

El filósofo Hayashi Razan enlista a los daitengu más poderosos como Sōjōbō de Kurama, Tarōbō de Atago y Jyirōbō de Hira. Los demonios de Kurama y Atago son de los tengu más famosos.

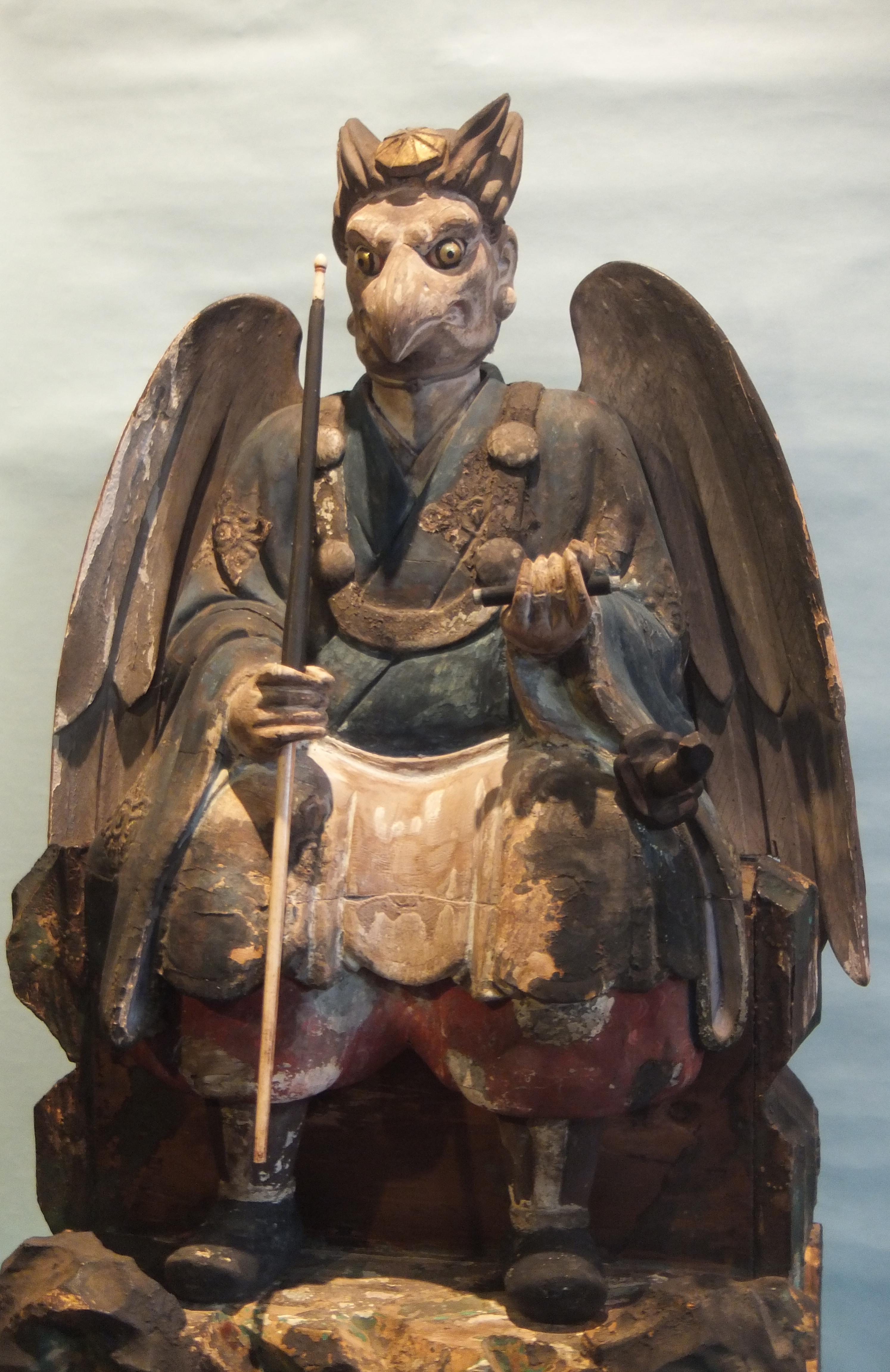
Tengu Cuervo, Finales del periodo Edo (28x25x58cm)

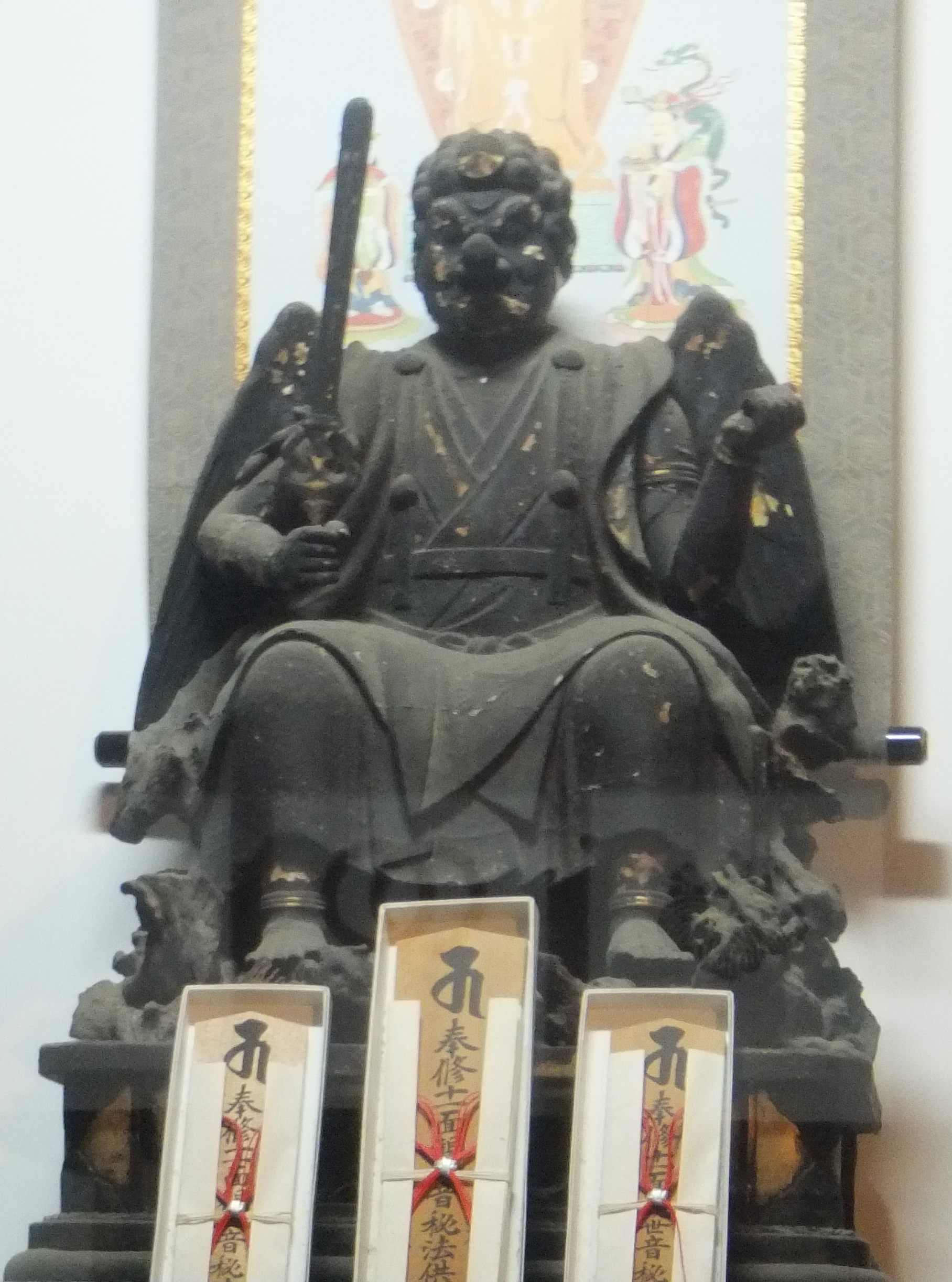
Akiba Sanjakubō Daigongen cerca del portal de entrada del Templo Hase (Hasedera), Prefectura Nara.

Una sección del Tengu Meigikō, citada después por Inoue Enryō, enlista los daitengu en este orden:
- Sōjōbō (僧正坊?) del Monte Kurama
- Tarōbō (太郎坊?) del Monte Atago
- Jirōbō (二郎坊?) de las Montañas Hira
- Sanjakubō (三尺坊?) del Monte Akiba
- Ryūhōbō (笠鋒坊?) del Monte of Kōmyō
- Buzenbō (豊前坊?) del Monte Hiko
- Hōkibō (伯耆坊?) de Daisen (Montaña)
- Myōgibō (妙義坊?) del Monte Ueno
- Sankibō (三鬼坊?) de Itsukushima
- Zenkibō (前鬼坊?) del Monte Ōmine
- Kōtenbō (高天坊?) de Katsuragi
- Tsukuba-hōin (筑波法印?) de la provincia Hitachi
- Daranibō (陀羅尼坊?) del Monte Fuji
- Naigubu (内供奉?) del Monte Takao
- Sagamibō (相模坊?) de Shiramine
- Saburō (三郎?) del Monte Iizuna
- Ajari (阿闍梨?) de la Provincia Higo[17]

Los Daitengu normalmente son representados con formas más humanoides que sus súbditos, y debido a sus narices, también se les conoce como hanatakatengu (鼻高天狗, tengu de nariz alargada?). Kotengu en contraparte, son representados más como aves. Algunas veces son llamados Karasu-Tengu (烏天狗, cuervos tengu?), okoppa- or konoha-tengu (木葉天狗, 木の葉天狗foliage tengu?). Inoue Enryō describe dos tipos de tengu en su Tenguron: los grandes daitengu, y los pequeños konoha-tengu, que eran parecidos a pequeñas aves y vivían en los árboles Cryptomeria. Los konoha-tengu tienen registros en un libro de 1746 llamado el Shokoku Rijin Dan (諸国里人談?), como criaturas parecidas a aves con alas de aproximadamente dos metros que atrapaban peces en el Río Ōi, pero este nombre rara vez aparece en alguna otra obra literaria.
Las criaturas no encajan con la imagen de las aves clásicas o yamabushi a veces son llamados tengu. Algunos ejemplos de esto son los espíritus del bosque que a veces se les llamaba guhin (frecuentemente escrito como kuhin) (狗賓 'perros visitantes'?), pero esta palabra también puede referirse a los tengu con bocas u otras facciones caninas. La gente de la prefectura Kochi creía en una criatura llamada shibaten o shibatengu (シバテン, 芝天狗, tengu de cesped?), que es una criatura parecida a un niño que le gusta la lucha sumō y ronda por el agua, es considerada uno de los tipos de kappa. Otra criatura tengu que ronda el agua es el kawatengu (川天狗, tengu de rio?) del área de Tokio. Esta criatura es difícil de ver, pero se cree que crea bolas de fuego y es una molestia para los pescadores.

## Espíritus y Deidades protectoras

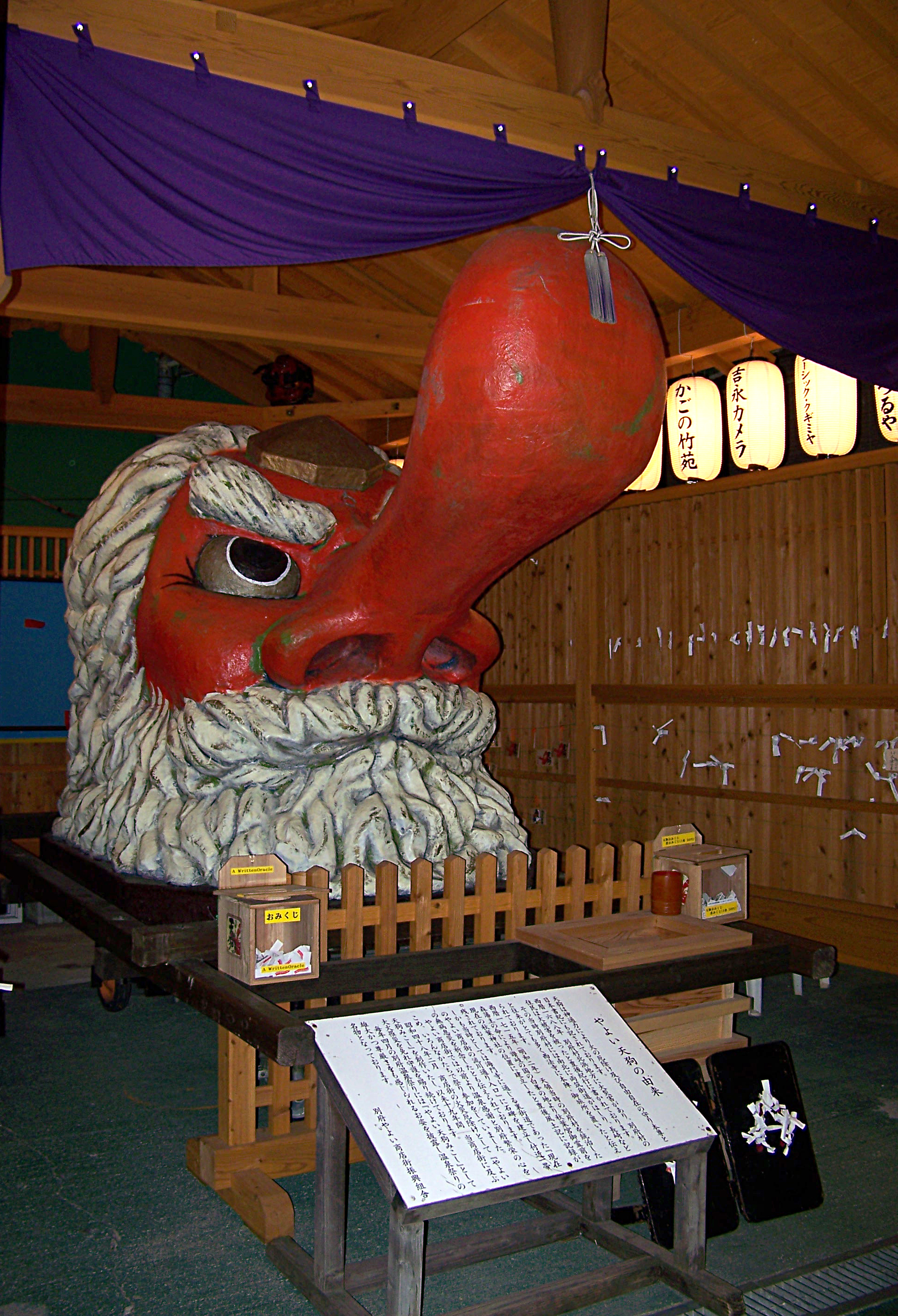
Un tengu mikoshi (santuario portable) en la ciudad de Beppu, Prefectura de Ōita, en Kyūshū.

El Shasekishū, un libro de relatos budistas del periodo Kamakura, hace una distinción entre los tengu buenos y malos. El libro explica que los que están a cargo son los protectores y no los oponentes del budismo, a pesar de que la ambición y el orgullo los ha llevado al camino de los demonios, en esencia son buenos, gente que hacia las prácticas dharma cuando estaban con vida.
La desagradable imagen de los tengu se siguió degenerando en el siglo XVII. Algunas historias los presentan mucho menos malignos, protegiendo y bendiciendo a las instituciones budistas en vez de amenazarlas o hacerlas prenderse en fuego. Según una leyenda del siglo XVIII, Kaidan Toshiotoko (怪談登志男?) (un tengu en forma de yamabushi ) sirvió de manera leal y fiel al abad de un monasterio Zen hasta que este hombre descubrió la verdadera naturaleza de este ser. Las alas y nariz del tengu reaparecieron. Este ser pidió una frase de sabiduría a su maestro y dejó el templo. pero siguió ayudando al monasterio de manera invisible, en proezas milagrosas.
En los siglos XVIII y XIX, los tengu se convirtieron en vigilantes protectores de ciertos bosques temidos por la gente. en la colección de historias extrañas de 1764 Sanshu Kidan (三州奇談, 'Sanshu Kidan'), una historia relata de un hombre que camina por un valle mientras recoge hojas, y repentinamente aparece una feroz granizada. Un grupo de campesinos después le dicen que estaba en un valle donde vivía un guhin, y que cualquiera que tomara una sola hoja del lugar tendría una muerte segura. En el Sanshu Kidan (三州奇談, 'Sanshu Kidan'), escrito en 1849, el autor describe a los taladores de árboles de la provincia Mino, quienes usaban un tipo de pastel de arroz llamado kuhin-mochi para apaciguar al tengu, quien en caso de no recibir esta ofrenda les llevaría a toda clase de desgracias. En otras provincias existe un tipo especial de pez llamado okoze que era ofrecido a los tengu por leñadores y cazadores, a cambio de un día exitoso en sus actividades. La gente de la prefectura de Ishikawa creían hasta hace poco tiempo que los tengu detestaban los escombros, y usaban a los peces como protección en contra de secuestros y encantamientos de espíritus malignos.

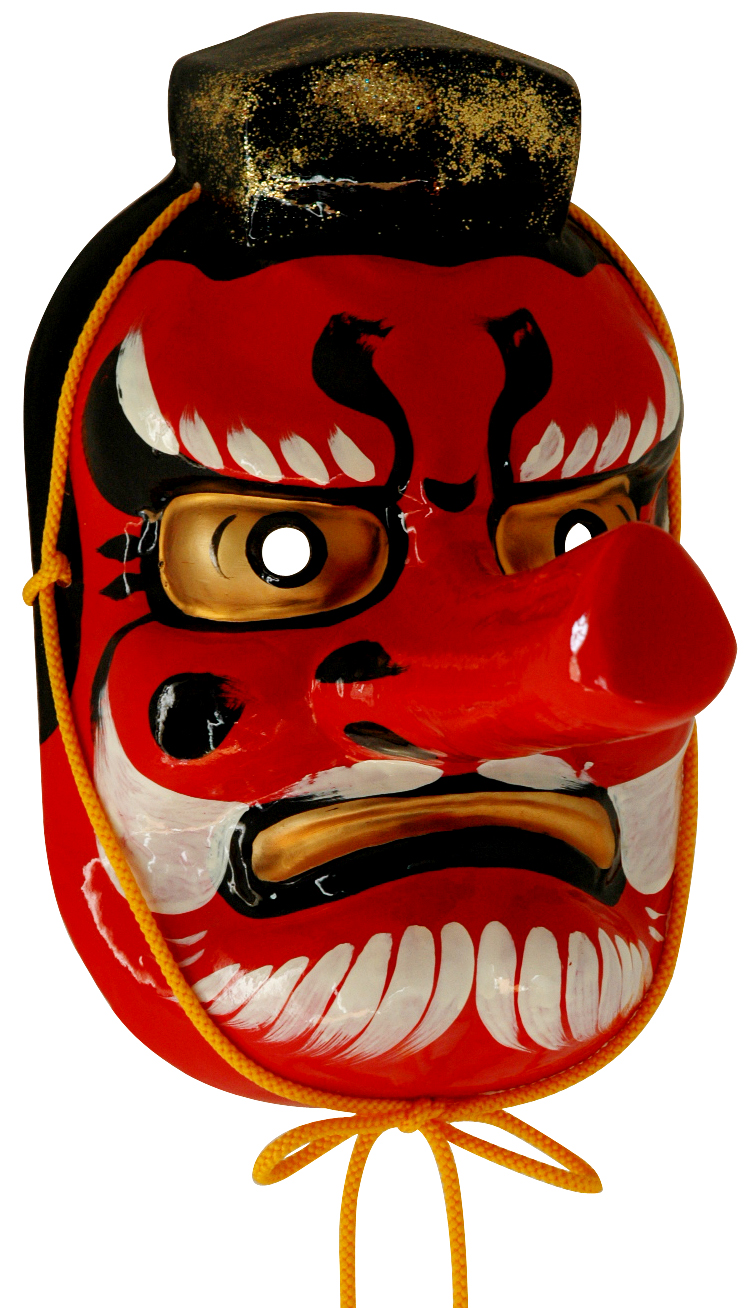
Un Yamabushi Tengu (山伏天狗)

Los tengu eran considerados kami (dioses o espíritus reverenciados) en algunos cultos religiosos japoneses. Un ejemplo de ello, es el tengu Saburō de Izuna que es adorado en dicha montaña y algunas otras como Izuna Gongen (飯綱権現, encarnación de Izuna?), una de las principales deidades del culto Izuna Shugen, que también utiliza la magia de los espíritus zorro y el Dakini del Budismo Tántrico. Izuna Gongen es representado como una figura con pico y alas, con serpientes alrededor de sus extremidades, envuelto en un halo de fuego, montado sobre un zorro blandiendo una espada. Los adoradores de los tengu en otras montañas tienen imágenes similares de sus deidades, como Sanjakubō (三尺坊, Sanjakubō) o Akiba y Dōryō Gongen (道了権現?) del Templo de Saijō-ji en Odawara.

## En el folclore popular

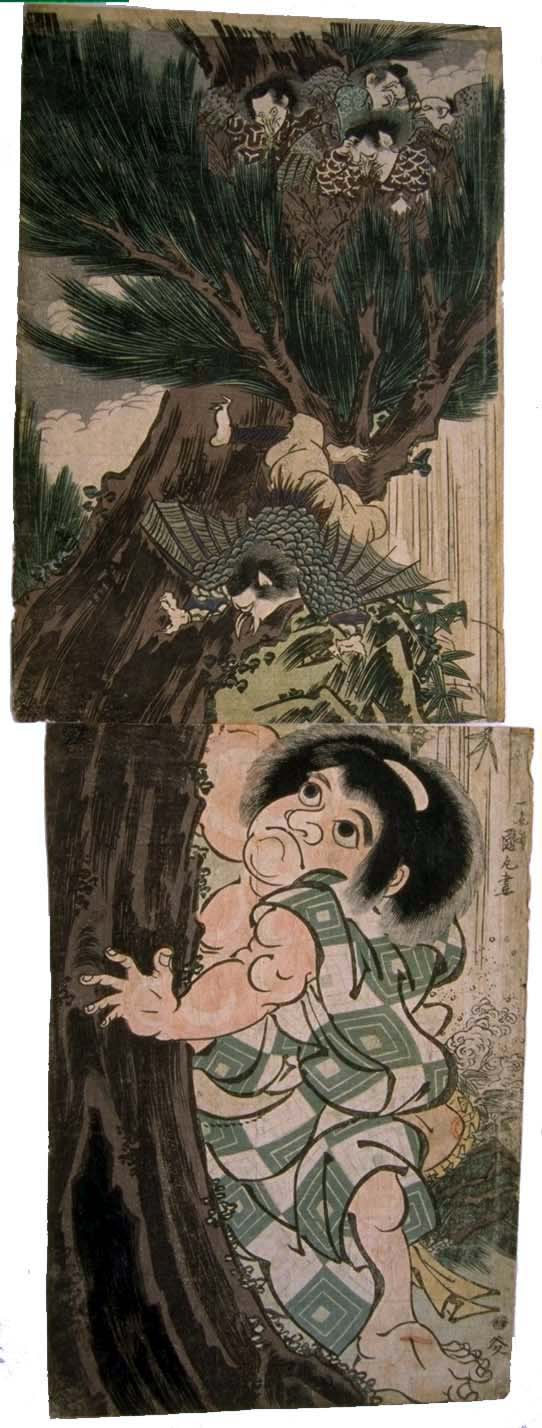
El héroe del folclore japonés Kintarō hace enojar un nido de pequeños tengu.

Los tengu aparecen frecuentemente en la tradición oral transmitida por los folcloristas japoneses. Estas historias frecuentemente tienen humor, y tienen a representar a los tengu como criaturas ridículas y estúpidas que son fácilmente engañadas o confundidas por humanos. Algunas de estos cuentos en los que los tengu aparecen son:
- "La capa magica tengu" (天狗の隠れみの, Tengu no Kakuremino): un niño mira a través de un pedazo de bambú y pretende ver lugares lejanos. Un tengu, llevado por la curiosidad, le ofrece un trato al niño en el que le cambiaría su bambú por una capa mágica que le permitiría ser invisible. Con la capa de invisibilidad, el niño continua haciendo travesuras. Otra versión de esta historia la relata con un feo hombre que engaña al tengu para quedarse con su capa mágica, lo que provoca desgracia en el pueblo del hombre. Al final de esta historia el tengu recupera su capa en un juego de apuesta con el hombre y castiga a este convirtiéndolo en un lobo.[27]
- "El tumor del viejo fue removido" (瘤取り爺さん Kobu-tori Jiisan?): Un viejo hombre tenía un tumor en el rostro. En las montañas se encuentra con una banda de tengu haciendo un baile y se une a ellos. El los honra de tal manera que ellos quieren que se una la noche siguiente, y le ofrecen un regalo. Además de esto, le remueven el tumor de la cara, creyendo que el lo querría de vuelta y tendría que regresar con ellos la siguiente noche. Un molesto vecino del hombre, que también tiene un tumor, escucha acerca de las historia e intenta repetir la suerte del viejo y roba el regalo que le ofrecieron. Los tengu sin embargo, simplemente le devuelven el tumor además del que el ya tenía, ya que se asquean al ver los movimientos y baile de este hombre y porque robó el regalo.[28]

- "El abanico del tengu" (天狗の羽団扇 Tengu no Hauchiwa?) Un canalla obtiene un abanico mágico de tengu, que puede hacer que la nariz de alguien crezca o se haga pequeña. En secreto usa este objeto para hacer crecer la nariz de la hija de un hombre rico, y la devuelve a su tamaño normal a cambio de la mano de la chica en matrimonio. Tiempo después, accidentalmente usa el abanico en sí mismo y su nariz crece hasta el cielo, resultando en mala y dolorosa fortuna para el.[29]

- "La calabaza del tengu" (天狗の瓢箪 "Tengu no Hyōtan"?): Un jugador de juegos de azar conoce a un tengu, que le pregunta a que es lo que más le teme. El jugador miente diciendo que está aterrado del oro o mochi. El tengu, creyendo que está haciendo una cruel broma, hace que dinero y pasteles de arroz caigan del cielo. El jugador se siente feliz y espanta al tengu con lo que más teme. El jugador se queda con la calabaza mágica del tengu, ya que esta la deja atrás cuando se retira.[30]
- "El tengu y el leñador": Un tengu molesta a un leñador, al demostrarle sus habilidades sobrenaturales y diciéndole todo lo que está pensando. El leñador usa su hacha para partir un trozo de madera y una astilla golpea la nariz del tengu. El tengu huye aterrorizado, diciendo que los humanos son criaturas peligrosas que no piensan en las consecuencias de sus acciones.[31]

## Artes Marciales

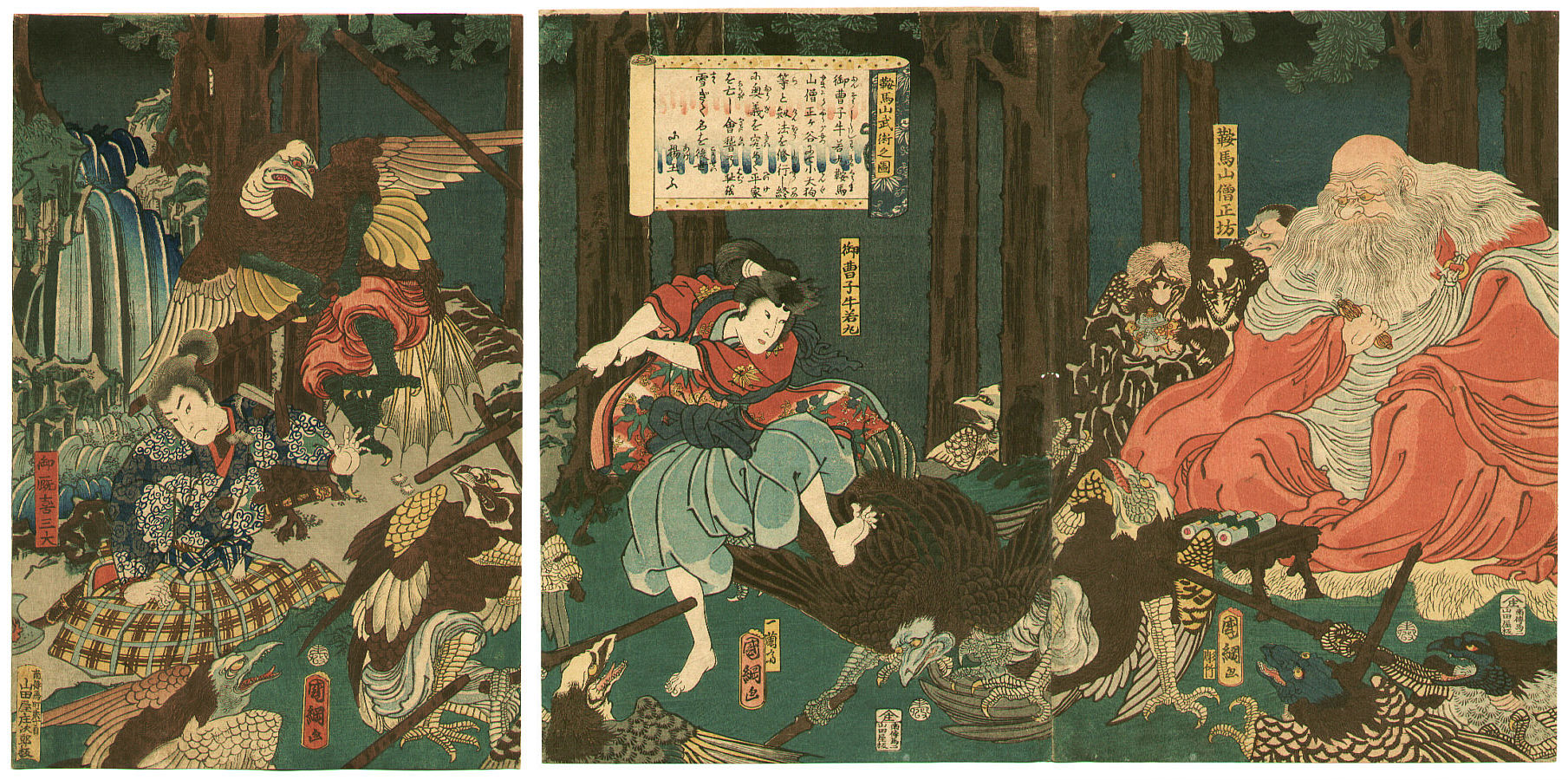
Ushiwaka-maru entrena con el tengu del Monte Kurama, por Kunitsuna Utagawa. Este tema es muy común en ukiyo-e.

Durante el siglo XIV, los tengu comenzaron a molestar a gente externa a los clérigos budistas, y como sus antecesores tiāngoǔ, se convirtieron en criaturas que eran asociadas con la guerra. Algunas leyendas los relatan como grandes maestros y conocedores de las artes del combate.
Esta reputación parece remontarse a una leyenda de un famoso guerrero llamado Minamoto no Yoshitsune. Cuando Yoshitsune era un niño que se hacía llamar Ushiwaka-maru su padre, Yoshimoto, fue asesinado por el clan Taira. Taira no Kiyomori, el líder de los Taira, permitió que el niño viviera siempre y cuando viviera en el exilio, en el Monte Kurama y se convirtiera en monje. Un día en el valle Sōjō-ga-dani, Ushiwaka se encontró al tengu protector de las montañas, Sōjōbō. El espíritu le enseñó al joven el arte de la espada para que este pudiera llevar su venganza en contra de los Taira y devolver el honor a la memoria de su padre.

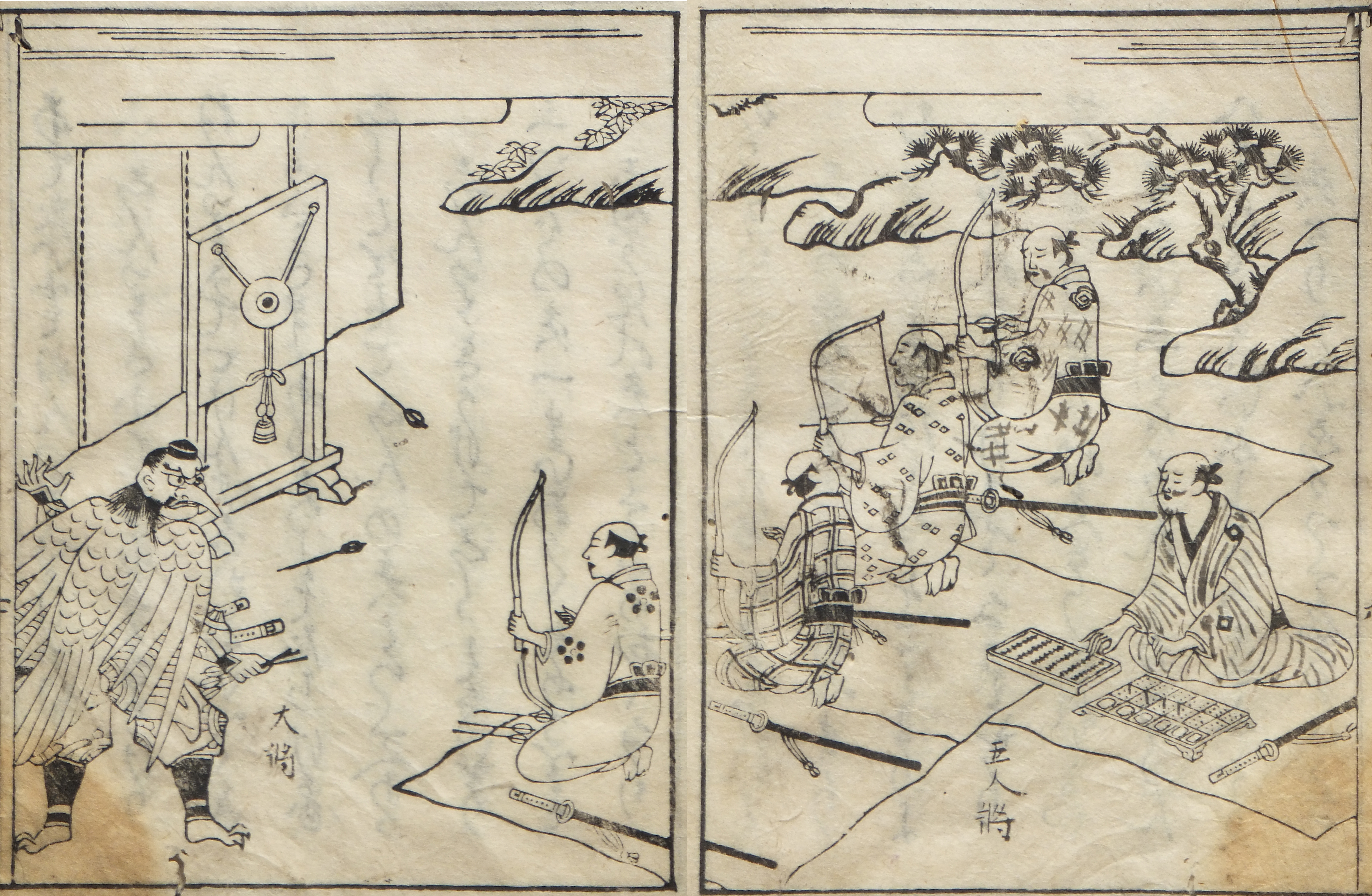
Tengu Cuervo (karasu-tengu) supervisando una competición de arcos cortos. Impreso por Yōkyu hidensho (Tradición secreta del arco Corto), 1687

En un principio las acciones del tengu fueron identificadas como un intento más de los demonios para traer el caos y la guerra, pero por la reputación de guerrero legendario que obtuvo Yoshitsune, su maestro tengu fue reconocido como un monstruo simpático y de buena voluntad. En una de las versiones más famosas de la historia, el Noh interpreta el "kurama tengu", Ushiwaka es la única persona de todo su templo que no demuestra repudio hacia un yamabushi. Sōjōbō se vuelve un buen amigo del chico y le enseña a tomar las situaciones difíciles con buena actitud.

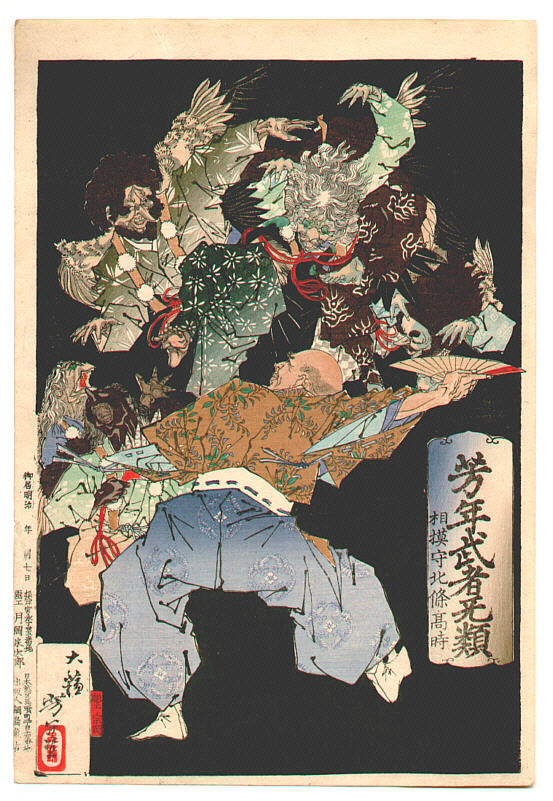
Japan's regent Hōjō Tokimune, who showed down the Mongols, fights off tengu

Dos historias del siglo XIX continúan esta tradición, en el Sōzan Chomon Kishū, un niño es llevado por un tengu y pasa 3 años en compañía de la criatura. El chico vuelve a casa con un arma mágica que nunca falla un tiro. Una historia de la provincia de Inaba, relacionada por Inoue Enryō, cuenta de una niña con muy poca destreza manual que repentinamente es poseída por un tengu. El espíritu desea reavivar el decadente arte de la espada en el mundo. Poco tiempo después, un joven samurái se aparece ante la chica diciendo que el tengu se ha aparecido ante él en sueños, y la chica poseída le enseña el arte de la espada al samurái. Algunos rumores alrededor de los ninja sugieren que estos también fueron entrenados por tengu.

## En la cultura popular
Profundamente relacionados con la imaginación colectiva japonesa por siglos, los tengu siguen siendo populares en la ficción moderna en Japón y otros países. Frecuentemente aparecen estas criaturas como personajes en el cine japonés, cómics, anime y videojuegos.
En el manga y el anime Karasu Tengu Kabuto, creado por Buichi Terasawa, Kabuto es un guerrero Tengu. Además, una de las cuatro fuerzas protectoras del protagonista (Genbu del Norte) es un espíritu guerrero Tengu.
En los videojuegos como Megaman 8 y Mega Man & Bass aparece como jefe final de un nivel como Tengu Man, un robot con la apariencia de un tengu. También hace aparición en Mutants: genetic gladiators como un mutante llamado tengu poseyendo una larga nariz y misma vestimenta.
El Pokémon Shiftry está basado en un tengu, incluyendo la nariz, los abanicos (que en este caso son hojas) y la sandalia de un solo diente.
En el manga Yuragisō no Yūna-san una Gran Tengu, llamada Karura Hiogi, ataca la posada en la que viven los protagonistas junto con su amiga Matora Mikogami, un híbrido entre Humano y Nue.
En la saga de videojuegos Touhou Project hay 4 tengus. Aya Shameimaru y Hatate Himekaidou son cuervos tengu, Megumu Iizunamaru quien es la líder de los cuervos tengu y Momiji Inubashiri que es una loba blanca tengu.
En el manga Mahou Shoujo Site uno de los administradores del Mahou Shoujo Site, vestido con una máscara de tengu.
En el videojuego Sekiro: Shadows Die Twice de From Software aparece un personaje llamado Tengu que viste una máscara de madera roja con una larga nariz y un traje con aspecto de plumas de pájaro.
En el videojuego Ghost Of Tsushima de SuckerPunch te enfrentas en duelo a un Demonio Tengu en el Relato Mítico: "La Maldición de Uchitsune".
En el manga y anime Kimetsu no Yaiba el personaje "Sakonji Urokodaki" usa una máscara de Tengu.
En la saga de videojuegos Art of Fighting y The King of Fighters el personaje Takuma Sakazaki posee un alter ego conocido como "Mr. Karate" en la que porta una máscara Tengu, en algunos videojuegos su hijo Ryo Sakazaki porta una máscara Tengu similar.
En el videojuego Genshin Impact el personaje de la región de Inazuma Kujou Sara es un tengu con una visión electro.

## Notas

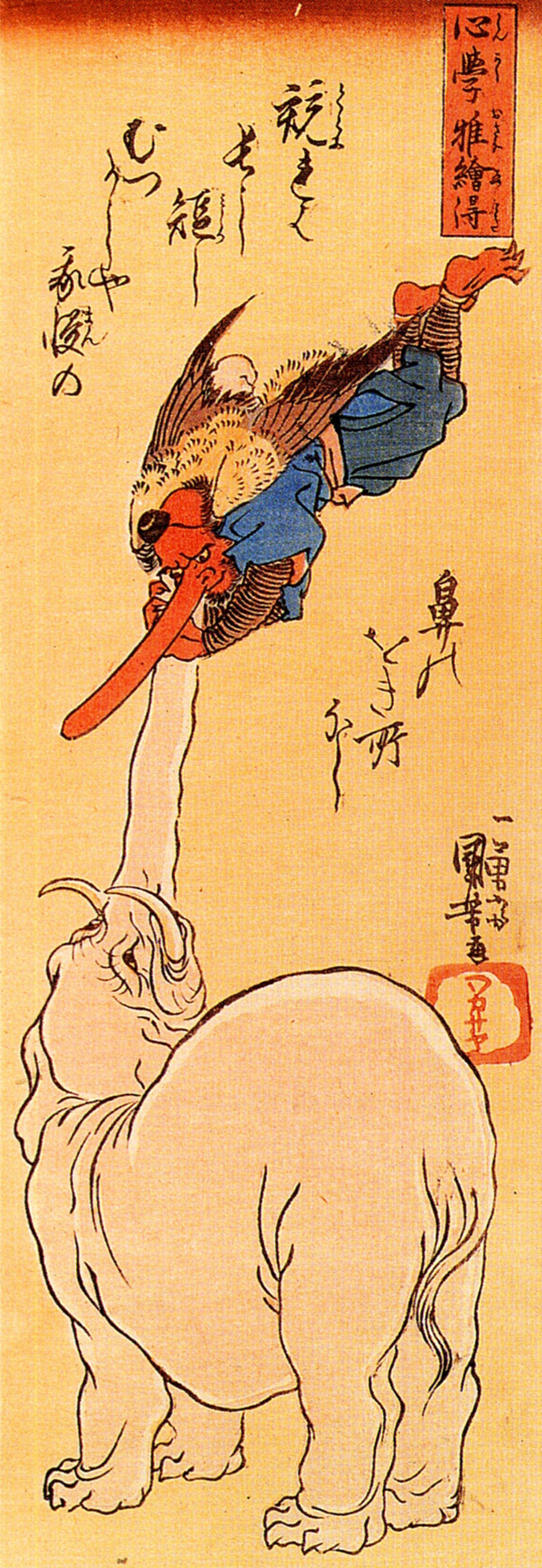
Un elefante atrapando un tengu volador, por Utagawa Kuniyoshi